# Huasquillay
Huasquillay es un centro poblado ubicado en el distrito de Omacha, provincia de Paruro, departamento de Cusco, bajo la administración y jurisdicción del gobierno provincial de Paruro. Se encuentra ubicada al sur-sureste de la ciudad del Cuzco, según el piso altitudinal pertenece a la región quechua y cuenta con una población censada de 141 habitantes según las cifras oficiales de los censos nacionales de 2017. Según las divisiones del país pertenece a la categoría de "centro poblado menor" y está administrada por la municipalidad de Huasquillay.

## Historia
Oficialmente, el centro poblado de Huasquillay fue creado el 30 de septiembre de 1992 bajo la resolución municipal N° 013, en el gobierno del presidente Alberto Fujimori. En 2008, el 25 de septiembre fue designada como la fecha para celebrar su aniversario.

## Geografía
Se encuentra ubicada a orillas del río Velille a una altitud de 3046 m s. n. m., en una zona templada; la temperatura media anual varía entre 12 °C y 16 °C aproximadamente.

## Economía y Cultura
Siendo la agricultura y ganadería la base de la economía familiar; podemos encontrar la producción de maíz, trigo, cebada, papa en sus diversas variedades, habas, arveja, quinua, zapallo, calabaza y toda clase de hortalizas, cabe señalar que podemos encontrar también frutas desde palta, peras, níspero, capulí, tuna, manzana, tumbo y otros; dentro de la actividad ganadera encontramos la crianza de vacunos criollos, Brown Swiss, Holstein; también encontramos ovinos, equinos, porcinos, etc.
En festividades se tiene afición a la pelea de gallos, carrera de caballos y corrida de toros.

## Hidrografía
Se puede encontrar manantiales, riachuelos de agua dulce como Alcamarine que desembocan directamente al río Velille que tiene sus nacientes en los cerros Pucuray, Tacupacha y pampa Uchuysora ubicados en el distrito de Cayarani, provincia de Castilla, departamento de Arequipa y su punto de control se ubica en la entrega al río Apurímac ubicado en el sector de Tincoj de la provincia de Paruro, distrito de Paccarectambo.

## Autoridades

### Municipal
- 2023 - 2024
  - Alcalde: Ciro Segura Echegaray.
  - Regidores: